# Sellnickochthonius variabilis
Sellnickochthonius variabilis är en kvalsterart som först beskrevs av Sandór Mahunka 1982.  Sellnickochthonius variabilis ingår i släktet Sellnickochthonius och familjen Brachychthoniidae. Inga underarter finns listade i Catalogue of Life.